# Jewhen Potschtarjow
Jewhen Serhijowitsch Potschtarjow (ukrainisch Євген Сергійович Почтарьов; * 20. April 1987 in Lyssytschansk, Ukrainische SSR, Sowjetunion; englisch Evgen Pochtarev) ist ein ukrainischer Badmintonspieler.

## Karriere
Jewhen Potschtarjow gewann von 2003 bis 2006 acht Juniorentitel in der Ukraine. Bei den Erwachsenen gewann er 2010 Silber und Bronze, 2012 Bronze und 2013 erstmals Gold.